# Херсонська обласна наукова медична бібліотека
Херсонська обласна наукова медична бібліотека (ХОНМБ) — центр інформаційно-бібліографічного забезпечення фахівців в галузі медичної науки та охорони здоров'я регіону, основним книгосховищем медичної літератури. Заснована в червні 1945 року.

## Опис
Бібліотечний фонд становить понад 140 тис. примірників видань, в тому числі: книжковий фонд — 58 тис. прим., журнальний — 68 тис. прим., інформаційні листи, методичні рекомендації, автореферати дисертацій, бібліографічні посібники та інші види видань. Фонд налічує понад 1100 прим. іншомовних видань (англ., нім.) У складі фонду література з усіх галузей медицини, охорони здоров'я та суміжних наук. Раритетний фонд становить 164 прим. (60 назв.), серед них: Лаверан А. "Учение о войсковых болезнях" (1877 г.), Мейнерт Т. "Психиатрия" (1885 г.), Эрб В. "Руководство к болезням продолговатого мозга" (1881 г.), Кенинг Ф. "Руководство к частной хирургии" (1888 г.), Эйхвальд Э.Э. "Общая терапия" (1892 г.) тощо. У фонді зберігаються періодичні видання медичної тематики починаючи з 30-х років минулого століття.
Щорічно до фонду ХОНМБ надходить близько 3 тис. примірників видань. Це переважно література медичної тематики. Головними джерелами комплектування є ТОВ "Книга-плюс", видавництво "Здоров'я", "Укрмедпатентінформ", фірма "Періодика", товариство "Знання", "Самміт-книга" тощо. Значний внесок в комплектування документів додає гуманітарна допомога таких установ, як ТОВ "Каскад-Медікал", медичних університетів м. Одеси, м. Львова та доброчинні подарунки читачів-медиків: Регеди М.С., Абрагамовича М.Е., Воробейчика Я.М., Могилевського Б.Ю. та ін.
В компетенції відділів ОНМБ виконання ускладнених та усних запитів з використанням ДБА: каталогів, картотек, довідково-бібліографічного фонду, електронних носіїв інформації. Щорічно обслуговується понад 7500 користувачів. Видача документів становить 150—160 тис. одиниць. Користується послугами бібліотеки понад 70 медичних закладів міста та області.
Працює інформаційна служба бібліотеки, завданням якої є забезпечення медичних фахівців інформацією про нові досягнення та розробки в галузі охорони здоров'я. Щорічно видається бібліографічний покажчик «Нові книги», який включає перелік нових надходжень до бібліотеки.
Ведеться робота по накопиченню найновішої інформації на електронних носіях. Комп'ютерний парк налічує 12 одиниць, з яких 10 — автоматизовані робочі місця. Одним із найважливіших джерел для пошуку інформації є електронний каталог, який дозволяє здійснювати пошук шляхом введення пошукових термінів (ключового слова, прізвищ авторів, редакторів, заголовків, предметних рубрик MESH тощо). Повнота видачі, точність пошуку — головні критерії електронних ресурсів ХОНМБ. Детальна предметизація нових надходжень значно скоротила пошук необхідної інформації медичним фахівцям. В секторі предметизації працює 3 бібліографи, що предметизують близько 12000 статей на рік із 120—150 назв наукових медичних журналів. Предметизація документів здійснюється на основі російської версії тезаурусу MeSH, який розроблений Національною медичною бібліотекою США.
У ХОНМБ накопичено понад 230000 бібліографічних записів в електронному каталозі, наповнення якого здійснюється з 1996 року по системі автоматизації бібліотек ІРБІС.

## Структура
Структура бібліотеки включає адміністрацію та три відділи:
- Відділ комплектування та обробки надходжень

- Сектор обробки надходжень
- Сектор наукової предметизації

- Відділ обслуговування користувачів

- Абонемент
- Читальний зал
- Книгосховище

- Інформаційно-бібліографічний відділ

- Сектор краєзнавства